# Esqui aquático nos Jogos Pan-Americanos de 2023 - Slalom feminino
O evento do slalom feminino do esqui aquático nos Jogos Pan-Americanos de 2023 foi disputado em 21 e 23 de outubro de 2023 na Lagoa Los Morros, em San Bernardo. Um total de 13 esquiadoras aquáticas de oito Comitês Olímpicos Nacionais (CON) participaram da competição.

## Calendário
Horário local (UTC−3).
| Data          | Hora  | Fase                 |
| ------------- | ----- | -------------------- |
| 21 de outubro | 9:30  | Preliminar – Série 2 |
| 21 de outubro | 10:20 | Preliminar – Série 1 |
| 23 de outubro | 10:00 | Final                |

## Medalhistas
| Ouro   | USA Regina Jaquess |
| Prata  | CAN Neilly Ross    |
| Bronze | CAN Paige Rini     |

## Resultados

### Preliminar
Cada esquiadora aquática realiza um série de manobras, com as seis melhores se classificando para a final. Apenas duas competidoras por CON poderiam avançar.
| Pos. | Esquiadora              | CON                      | Resultado     | Notas |
| ---- | ----------------------- | ------------------------ | ------------- | ----- |
| 1    | Regina Jaquess          | USA Estados Unidos       | 1.00/55/10.25 | Q     |
| 2    | Paige Rini              | CAN Canadá               | 2.00/55/10.75 | Q     |
| 2    | Neilly Ross             | CAN Canadá               | 2.00/55/10.75 | Q     |
| 2    | Whitney McClintock      | CAN Canadá               | 2.00/55/10.75 |       |
| 5    | María Delfina Cuglievan | PER Peru                 | 3.00/55/11.25 | Q     |
| 6    | Anna Gay                | USA Estados Unidos       | 2.00/55/11.25 | Q     |
| 7    | Erika Lang              | USA Estados Unidos       | 1.00/55/11.25 |       |
| 8    | Violeta Mociuslky       | ARG Argentina            | 3.50/55/12.00 | Q     |
| 9    | Agustina Varas          | CHI Chile                | 4.50/55/13.00 |       |
| 10   | Martina Font            | MEX México               | 4.00/55/13.00 |       |
| 11   | Daniela Verswyvel       | COL Colômbia             | 2.00/55/13.00 |       |
| 11   | Martina Piedrahita      | COL Colômbia             | 2.00/55/13.00 |       |
| 13   | Francesca Pigozzi       | DOM República Dominicana | 0.00/55/18.25 |       |

### Final
Na final as competidoras realizaram uma única série de manobras com as melhores definindo as medalhistas.
| Pos.              | Esquiadora              | CON                | Resultado     |
| ----------------- | ----------------------- | ------------------ | ------------- |
| Medalha de ouro   | Regina Jaquess          | USA Estados Unidos | 4.00/55/10.75 |
| Medalha de prata  | Neilly Ross             | CAN Canadá         | 3.00/55/10.75 |
| Medalha de bronze | Paige Rini              | CAN Canadá         | 1.00/55/10.75 |
| 4                 | María Delfina Cuglievan | PER Peru           | 3.50/55/11.25 |
| 5                 | Anna Gay                | USA Estados Unidos | 0.50/55/11.25 |
| 6                 | Violeta Mociuslky       | ARG Argentina      | 4.00/55/12.00 |